# Phacelia alba
Phacelia alba är en strävbladig växt som beskrevs av Per Axel Rydberg. Arten ingår i släktet Phacelia inom familjen Boraginaceae. Inga underarter finns listade i Catalogue of Life.